# Stanick Jeannette
Pour les articles homonymes, voir Jeannette.
Stanick Jeannette (né le 6 mars 1977 à Courbevoie, en Île-de-France) est un patineur artistique français. Il a été deux fois champion de France en 2000 et 2001..

## Biographie

### Carrière sportive

#### Enfance
Stanick Jeannette est resté pendant huit ans un éternel espoir du patinage français de 1992 à 1999. Il ne parvenait pas à monter sur le podium des championnats de France, ce qui l'écartait donc toujours des grands championnats internationaux. Son début de carrière a été pour le moins laborieux avec ses échecs sportifs successifs, ses blessures (il est opéré d'un tendon 1994) et ses accidents (sa lame de patin s'est cassée lors des championnats de France 1998 de Lyon). Selon les spécialistes de la discipline, Stanick avait dès quinze ans des qualités exceptionnelles pour le patinage. Certains le voyaient comme un futur champion du monde après son titre de champion de France Espoirs. Mais Stanick avait semble-t-il un point faible qui a ruiné son début de carrière : une nervosité excessive lors des compétitions. Il est entraîné par Didier Gailhaguet et son épouse Annick à Champigny-sur-Marne à partir de 1992. Pierre Trente prendra le relais de Didier Gailhaguet appelé à la FFSG et dira de Stanick à cette époque: "Avec Stanick c’est le patinage pur, le patinage émotion, mais quand s’épanouira-t-il ?"

#### Saison 1999/2000
Enfin arriva le 11 décembre 1999! Stanick a déjà 22 ans, et il vient de remporter le titre national à Courchevel, ce qui lui ouvre enfin les portes des championnats d'Europe et du monde à venir. C'est sa septième participation aux championnats de France élites, et dira à l'époque: Des années que j’attendais cet instant. Pour moi, après toutes ces chances abandonnées, c’est une porte qui s’ouvre. La saison 1999/2000 démarre en beauté. Il participera alors pour la première fois, en janvier 2000, aux championnats d'Europe qui ont lieu à Vienne et se classera 7e. Il participera ensuite pour la première fois aux championnats du monde de mars 2000 qui ont lieu en France à Nice et se placera dans le top 10 mondial à la 9e place.

#### Saison 2000/2001
Stanick confirme ses succès de l'année précédente. Il ne se classe que 9e de la Coupe des Nations mais une 2e place lors du Trophée Lalique va lui permettre d'accéder à la finale du grand-prix. Certes il sera 6e et dernier de cette finale, à Tokyo, mais il a réussi à y participer. C'est d'ailleurs la seule fois qu'il y participera. En décembre, il va conserver son titre national pour la deuxième fois lors des championnats de France de Briançon. Lors des championnats d'Europe de Bratislava, en janvier 2001, Stanick va montrer qu'il est un patineur doué d'un sens artistique particulièrement affûté. Il se démarque par son originalité que l'on retrouve notamment à travers ses séquences de pas et ses gestuelles d'un modernisme que l'on peut prédire - sans trop d'erreur - intemporel. Il va alors conquérir la médaille de bronze. Cela laisse espérer qu'il va monter dans la hiérarchie mondiale lors des championnats du monde de mars 2001 à Vancouver. Toutefois il ne réussit pas à réaliser cette performance et redescend à la 11e place mondiale.

#### Saison 2001/2002
Stanick se prépare pour cette année olympique qui s'ouvre. Le début de saison est décevant lors du Skate Canada où il ne se place que 11e. Et puis arrive les championnats de France de Grenoble qu'il va complètement rater. Non seulement il perd son titre, mais ne se place que 5e. Cette contre-performance va le priver de championnats d'Europe à Lausanne en janvier 2002, de jeux olympiques à Salt Lake City en février 2002, et de championnats du monde en mars 2002 à Nagano.

#### Saison 2002/2003
Stanick décide de poursuivre sa carrière chez les amateurs. Il quitte ses entraîneurs Annick Dumont et Pierre Trente à Champigny-sur-Marne, et va rejoindre Philippe Pélissier à Évry. Il s'octroie également les services de Gwendal Peizerat et de Pascual Camerlengo pour ses chorégraphies. Il va patiner sur le programme libre sur le thème du "Petit Prince". Les changements dans les performances sportives vont aussi changer, puisqu'il va se classer 4e du Skate Canada (alors qu'il était 11e l'année précédente) et 4e également du Trophée Lalique. En décembre 2002, il repart à la conquête du titre national lors des championnats de France d'Asnières-sur-Seine. Il ne réussit pas reconquérir le titre, Brian Joubert vient d'être sacré champion de France pour la première fois, mais va devenir vice-champion de France 2003. Cela lui permet de participer aux compétitions internationales. Stanick est donc de retour aux championnats d'Europe de Malmö en janvier 2003, et y obtient une nouvelle médaille de bronze (après celle de 2001 à Bratislava), avec Brian Joubert sur la deuxième marche du podium. Il ira ensuite aux championnats du monde de mars 2003 à Washington DC, mais fera une contre-performance en ne se classant que 16e. À cette saison, il sera élu "représentant des patineurs de haut niveau" au conseil fédéral de la FFSG.

#### Saison 2003/2004
Stanick retrouve son problème de gestion de ses émotions. Il ne se classe que 9e du Skate Canada et une blessure l'oblige à déclarer forfait lors du Trophée Lalique. Il réussit tout de même à se classer 3e des championnats de France 2004 à Briançon en décembre 2003. Stanick pense alors que sa place est assuré pour les championnats d'Europe de Budapest qui doivent avoir lieu en janvier 2004, mais la fédération préfère y envoyer Damien Djordjevic qui ne s'est pourtant classé que 4e des championnats. La fédération se justifie en disant que le jeune patineur est en meilleur forme que Stanick. Celui-ci tente alors de faire appel de cette décision qu'il juge injuste, mais en vain. Stanick ne pourra pas non plus participer aux championnats du monde de mars 2004 à Dortmund. La saison se termine donc aux championnats de France pour Stanick.

#### Saison 2004/2005
ultime saison amateur pour Stanick Jeannette. Il rejoint Stanislas Léonovitch et Diane Skotnika aux Français volants à Paris Bercy et tente encore une fois de participer aux grands championnats en espérant se qualifier lors des championnats de France 2005 de Rennes, en décembre 2004, mais il reste au pied du podium à la 4e place. Sa saison est terminée. Il participe toutefois à la tournée des Étoiles de la Glace avec les autres patineurs amateurs de l'équipe de France en avril et mai 2005, puis décide de passer professionnel.

### Reconversion
Dès 2004 il fonde sa société de spectacles sur glace Audan Production et organise des spectacles avec des grands noms du patinage français comme Surya Bonaly, Sarah Abitbol, Stéphane Bernadis, Vanessa Gusmeroli, Laurent Tobel, Gabriel Monnier... et lui-même.
Il collabore aussi en tant que chorégraphe avec plusieurs patineurs ; citons par exemple Gwendoline Didier (saison 2006/2007) et Chafik Besseghier (saison 2010/2011).

## Palmarès
| Compétition                         | 1992    | 1993    | 1994    | 1995    | 1996    | 1997    | 1998    | 1999    | 2000    | 2001    | 2002    | 2003    | 2004    | 2005    |
| Jeux olympiques d'hiver             |         |         |         |         |         |         |         |         |         |         |         |         |         |         |
| Championnats du monde               |         |         |         |         |         |         |         |         | 7e      | 11e     |         | 16e     |         |         |
| Championnats d’Europe               |         |         |         |         |         |         |         |         | 9e      | 3e      |         | 3e      |         |         |
| Championnats de France              |         | 4e      | 6e      | F       | 7e      | 6e      | 4e      | 5e      | 1er     | 1er     | 5e      | 2e      | 3e      | 4e      |
| Championnats du monde juniors       | 13e     | 18e     |         |         | 13e     |         |         |         |         |         |         |         |         |         |
|                                     |         |         |         |         |         |         |         |         |         |         |         |         |         |         |
| Grand Prix ISU                      | 1991/92 | 1992/93 | 1993/94 | 1994/95 | 1995/96 | 1996/97 | 1997/98 | 1998/99 | 1999/00 | 2000/01 | 2001/02 | 2002/03 | 2003/04 | 2004/05 |
| Finale du Grand Prix                |         |         |         |         |         |         |         |         |         | 6e      |         |         |         |         |
| Skate America                       |         |         |         |         |         | 11e     | 12e     |         | 8e      |         |         |         |         |         |
| Skate Canada                        |         |         |         |         |         |         |         |         |         |         | 11e     | 4e      | 9e      |         |
| Coupe d'Allemagne                   |         |         |         |         |         |         |         |         | 10e     | 9e      |         |         |         |         |
| Trophée de France                   |         | 6e      |         |         |         |         |         |         |         | 2e      | F       | 4e      | A       |         |
| Trophée NHK                         |         |         |         |         |         |         |         | 7e      |         |         |         |         |         |         |
| Légende : F = Forfait ; A = Abandon |         |         |         |         |         |         |         |         |         |         |         |         |         |         |